# Ludwig Wilhelm von Happe
Ludwig Wilhelm von Happe (* 1716 in Berlin; † 14. Februar 1791 in Beelitz) war ein preußischer Kriegs- und Domänenrat und Gutsbesitzer.

## Leben
Ludwig Wilhelm von Happe war ein Sohn des preußischen Geheimen Kriegsrats Franz Wilhelm von Happe und der Maria Freiin von Wrede († 1717). Er studierte ab 1735 zusammen mit seinem Bruder Ernst Wilhelm an der Universität Frankfurt (Oder) und legte sich 1738 im Herzogtum Magdeburg für drei Jahre auf die Ökonomie. 1741 wurde er zum Kriegsrat ernannt und trat die Nachfolge des nach Breslau versetzten Johann Ernst Steuderer an, war 1754 Kriegs- und Domänenrat in der kurmärkischen Kammer und kontrollierte das Amt Oranienburg. Da er für das Amt nicht besonders geeignet war, sollte er mit dem Amt eines Postmeisters versorgt werden, wurde aber 1766 verabschiedet. Nach dem Tod seines Vaters im Jahr 1760 erbte er, zusammen mit seinen Brüdern Alexander Christoph und Ernst Wilhelm, die Güter Lanke, Prenden, Uetzdorf und Sophienstädt. In den 1780er Jahren ließ er sich in Friedrichshof bei Beelitz nieder.